# 7259 Gaithersburg
7259 Gaithersburg eller 1994 EG1 är en asteroid i huvudbältet som upptäcktes den 6 mars 1994 av de båda japanska astronomerna Takeshi Urata och Yoshisada Shimizu vid Nachi-Katsuura-observatoriet. Den är uppkallad efter den amerikanska staden Gaithersburg.
Den tillhör asteroidgruppen Eunomia.